# Forever and a Day
«Forever and a Day» es una canción de la artista estadounidense Kelly Rowland. Escrito por Rowland, Andre Merritt, Watters Samual y Jonas Jeberg. La canción es un uptempo Europop, es el segundo sencillo internacional (cuarto en la general) tomada de su tercer álbum de estudio, Here I Am. Fue producido y registro por Jeberg en sus estudios de grabación personales en Copenhague, Dinamarca.
"Forever and a Day" tuvo su estreno mundial en la BBC de Radio 1 Live Lounge el 18 de agosto de 2010 y fue lanzado en descarga digital el 20 de septiembre de 2010. Los críticos elogiaron sobre todo la canción de la voz de Rowland, así como una producción infecciosa y refrescante que utiliza Europop melodías, riffs de guitarra y coros palmadas similares. Un video musical, dirigido por Sarah Chatfield, cuenta con el iPad interfaz y escenas de Rowland fiesta con amigos en Los Ángeles. El sencillo fue mucho menos éxito que su predecesor, sólo alcanzar su punto máximo en el Reino Unido en el número cuarenta y nueve.

## Canciones
| - Digital download 1. "Forever and a Day" – 3:34 - Official Remix Single 1. "Forever and a Day" (Antoine Clamaran Remix Edit) - 3:38 | - Digital Remixes EP 1. "Forever and a Day" (Mantronix Remix) - 5:39 2. "Forever and a Day" (Donaeo Dub Remix) - 7:14 3. "Forever and a Day" (Donaeo Remix) - 7:14 |

## Posicionamiento
| Listas (2010)                               | Posiciones |
| ------------------------------------------- | ---------- |
| Bélgica (Flandes) (Ultratip Bubbling Under) | 40         |
| Eslovaquia (Rádio Top 100)                  | 64         |
| UK Singles Chart                            | 49         |